# Gliese 649
Gliese 649 (GJ 649 / HIP 83043 / LHS 3257) es una estrella de magnitud aparente +9,62.
Se localiza en la constelación de Hércules a 25 minutos de arco de 57 Herculis. Desde 2009 se conoce la existencia de un planeta extrasolar en órbita alrededor de esta estrella.
Gliese 649 es una enana roja de tipo espectral M1.5V situada a 33,7 años luz del sistema solar y a 4,4 años luz de ζ Herculis.
Tiene una temperatura efectiva de 3700 ± 60 K —aunque otra fuente da una cifra menor de 3560 K— y una masa estimada de 0,54 ± 0,05 masas solares.
Con un radio aproximadamente igual al 46% del radio solar, su velocidad de rotación proyectada es igual o inferior a 1,9 km/s.
Su metalicidad —abundancia relativa de elementos más pesados que el helio— es comparable a la del Sol ([Fe/H] = 0,08 ± 0,06).
Se la considera una estrella cromosféricamente activa.

## Sistema planetario
En 2009 se anunció el descubrimiento de un planeta en torno a Gliese 649, denominado Gliese 649 b, con una masa similar a la de Saturno.
La separación media con la estrella es de 1,15 UA, siendo la órbita notablemente excéntrica (ε = 0,3).
La zona habitable está localizada a 0,21 UA, por lo que este planeta debería ser frío —el equivalente a estar a 5,5 UA en nuestro Sistema Solar—.
Considerando que en el periastro y en el apoastro la separación es de 0,8 y 1,49 UA respectivamente, el planeta podría mostrar cambios de temperaturas estacionales.
| Acompañante (En orden desde la estrella) | Masa (MJ)       | Período orbital (días) | Semieje mayor (UA) | Excentricidad |
| ---------------------------------------- | --------------- | ---------------------- | ------------------ | ------------- |
| Gliese 649 b                             | > 0,328 ± 0,032 | 598,3 ± 4,2            | 1,135 ± 0,035      | 0,3 ± 0,08    |